# Хонхолойское сельское поселение (Бичурский район)
Се́льское поселе́ние «Хонхолойское» (бур. Хонхолоной hомон) — муниципальное образование в Бичурском районе Бурятии Российской Федерации.
Административный центр — улус Хонхолой.

## История
Статус и границы сельского поселения установлены Законом Республики Бурятия от 31 декабря 2004 года № 985-III «Об установлении границ, образовании и наделении статусом муниципальных образований в Республике Бурятия»

## Население
| 2002 | 2011 | 2012 | 2013 | 2014 | 2015 | 2016 |
| ---- | ---- | ---- | ---- | ---- | ---- | ---- |
| 362  | ↗408 | ↘393 | ↘387 | ↗393 | ↗402 | ↘398 |
| 2017 | 2018 | 2019 | 2020 | 2021 | 2023 | 2024 |
| ↘377 | ↘369 | ↗372 | ↗375 | ↗380 | ↘372 | ↘350 |

## Состав сельского поселения
| № | Населённый пункт | Тип населённого пункта       | Население |
| - | ---------------- | ---------------------------- | --------- |
| 1 | Хонхолой         | улус, административный центр | ↘350      |